# Квелаантубани
Квелаантубани (груз. ყველაანთუბანი) — село в Грузии, на территории Горийского муниципалитета края (мхаре) Шида-Картли.

## География
Село находится в центральной части Грузии, на левом берегу реки Таны, на расстоянии приблизительно 23 километров (по прямой) к юго-западу от города Гори, административного центра муниципалитета. Абсолютная высота — 1319 метров над уровнем моря.

## Население
По результатам официальной переписи населения 2014 года в Квелаантубани проживало 13 человек (6 мужчин и 7 женщин). В национальной структуре населения грузины составляли 100 %.
| Год  | Население, человек |
| ---- | ------------------ |
| 2002 | 22                 |
| 2014 | ↘ 13               |